# Aria Fischer
Aria Fischer, född 2 mars 1999 i Laguna Beach i Kalifornien, är en amerikansk vattenpolospelare.
Fischer tävlade för USA vid olympiska sommarspelen 2016 i Rio de Janeiro, där hon vann guld i damernas turnering. Fischer var därefter en del av USA:s lag som tog guld vid VM i simsport 2017 och 2019.
Vid olympiska sommarspelen 2020 i Tokyo var Fischer en del av USA:s lag som tog guld i damernas turnering efter en finalvinst med 14–5 mot Spanien.